# قودجان
قودجان، روستایی از توابع بخش مرکزی شهرستان خوانسار در استان اصفهان ایران است. آیین تعزیه خوانی این روستا از اواسط دوره صفویه و بیش از چهارصد سال است که اجرا می‌شود .
آیین تعزیه خوانی این روستا در فهرست آثار ملی ناملموس میراث فرهنگی ایران با شماره ۶۰۱ به ثبت رسیده‌است.
از بناهای تاریخی قودجان می‌توان چهاربرجی چندین، برج کبوتر قجری، عصارخانه، قنات‌های منحصر به فرد، خانه حشمتی ها، عمارت مهدی قلی قاجار را نام برد.

## جمعیت
این روستا در دهستان چشمه سار قرار دارد و براساس سرشماری مرکز آمار ایران در سال ۱۳۹۰، جمعیت آن ۱۶۴۶ نفر (۵۱۸ خانوار) بوده‌است که به دلیل مهاجرت به کلان شهر ها به ۱۴۷۲ نفر در سرشماری سال ۱۳۹۵ و ۱۲۶۷ در سرشماری سال ۱۴۰۰ رسیده است.